# Tetiki

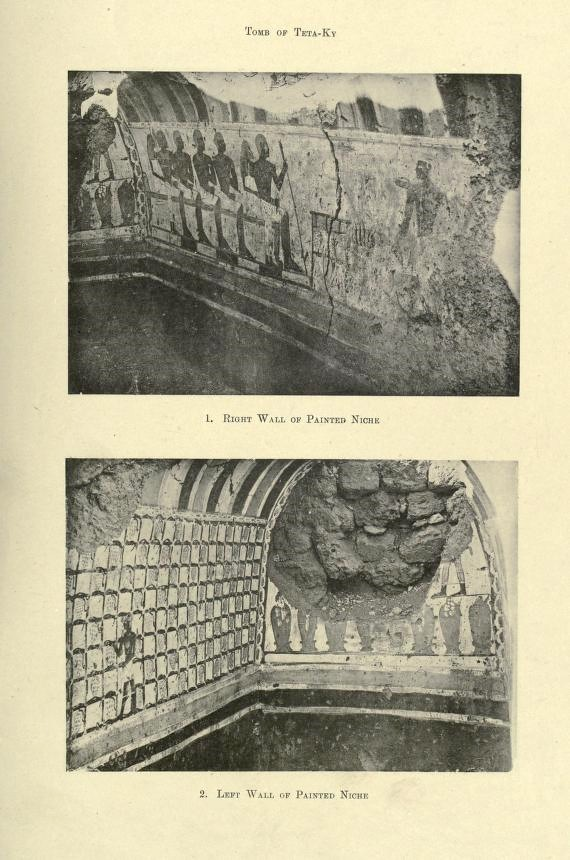
Tetiki sírja. Fent: a jobboldali fal, lent: a baloldali fal és a festett falfülkék

Tetiki ókori egyiptomi hivatalnok volt, Théba polgármestere a XVIII. dinasztia uralkodásának elején; viselte „a király fia” címet is.
Főleg thébai sírjából, a TT15-ből ismert, amelyben számos családtagját is említik. Apja Ámon kertjeinek elöljárója, Rahotep volt, anyja Szenszeneb. Feleségét Szenebnek hívták. Sírjában ábrázolják Ahmesz-Nofertari királynét; lehetséges, hogy Tetiki egyik családtagja a királyné dajkája volt. Az ábrázolás szintén azt mutatja, hogy Tetiki és családja közel állhattak az uralkodócsaládhoz. Tetiki és fivérei, Tetinofer és Tetianh is viselték „a király fia” címet, amelyet a második átmeneti korban és az újbirodalom elején gyakran tiszteletbeli címként viseltek nem királyi személyek is, akik nagy hatalommal bírtak. Tetikit talán egy további fivére, Tetiemré követte a polgármesteri hivatalban. Tetianh nevű fivérének sírja is fennmaradt (MMA 5A P2).

## Fordítás
- Ez a szócikk részben vagy egészben  a   Tetiky című német Wikipédia-szócikk ezen változatának fordításán alapul.  Az eredeti cikk szerkesztőit annak laptörténete sorolja fel. Ez a jelzés csupán a megfogalmazás eredetét és a szerzői jogokat jelzi, nem szolgál a cikkben szereplő információk forrásmegjelöléseként.